# Jan Bárta
Jan Bárta, češki kolesar, * 7. december 1984, Kyjov, Češkoslovaška.
Bárta je upokojeni cestni kolesar, ki je med letoma 2005 in 2021 tekmoval za ekipe PSK Whirlpool–Hradec Krlove, IVP Vienna, Arbö–KTM–Junkers, Team NetApp in Elkov–Author. Leta 2009 je osvojil naslov svetovnega podprvaka v kronometru v kategoriji do 23 let. Nastopil je na poletnih olimpijskih igrah v letih 2012 in 2016, ko je dosegel svojo najboljšo olimpijsko uvrstitev s šestnajstim mestom v kronometru. Na dirkah Grand Tour je nastopil šestkrat in najboljšo skupno uvrstitev dosegel na Dirki po Franciji, kjer je leta 2015 osvojil 25. mesto. Leta 2012 je zmagal na enodnevni Dirki po Kölnu, leta 2016 je osvojil tretje mesto na Dirki po Sloveniji. Šestkrat je postal češki državni prvak v kronometru, enkrat tudi na cestni dirki. 